# اوروین (پنسیلوانیا)
اوروین (به انگلیسی: Orwin) یک منطقهٔ مسکونی در ایالات متحده آمریکا است که در شهرستان سچویلکیلل، پنسیلوانیا واقع شده‌است. اوروین ۳۱۴ نفر جمعیت دارد.